# Pakoi
Pakoi – miasto w Sudanie Południowym w stanie Środkowy Nil Górny. Liczy 8247 mieszkańców (szacunek 2013).